# Újbesenyő

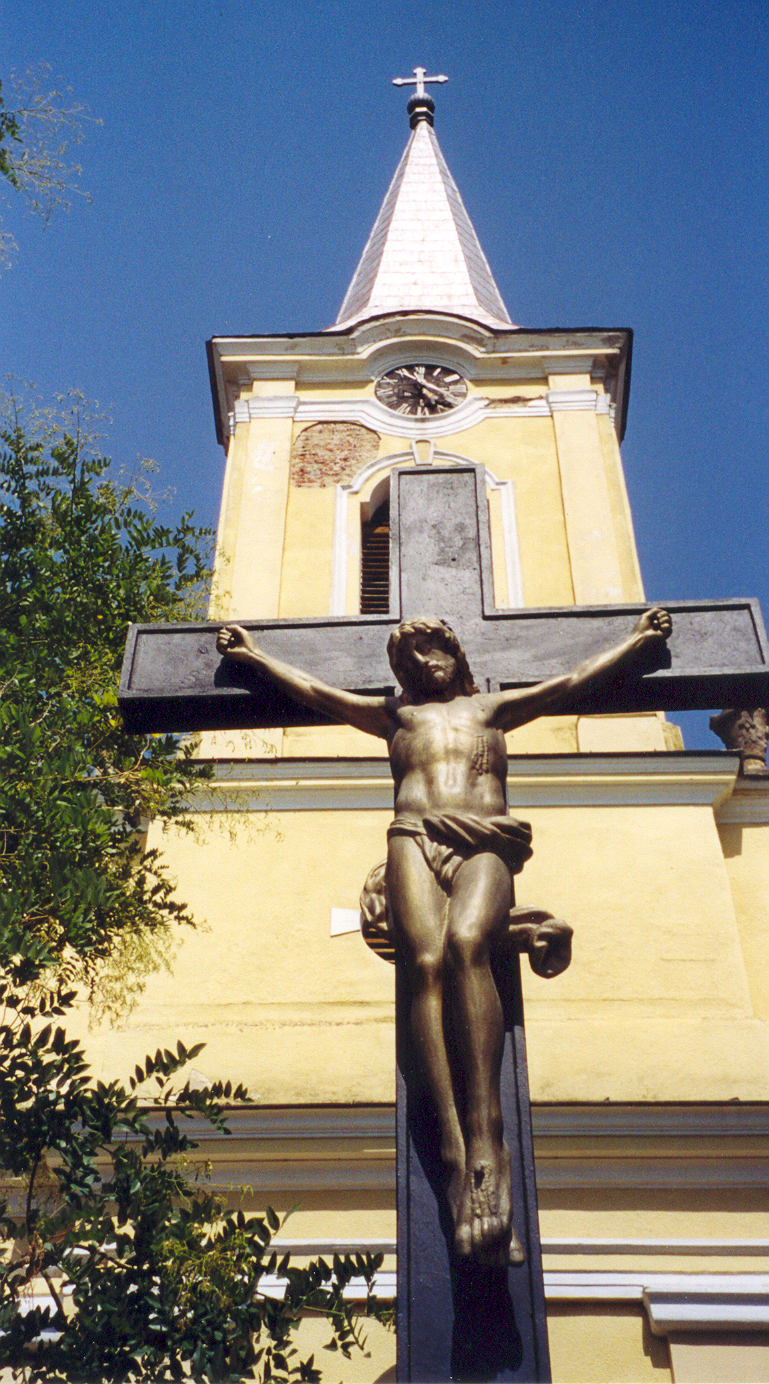
Az újbesenyői római katolikus templom

Újbesenyő (románul: Dudeștii Noi, 1968-ig Beșenova Nouă, németül: Neubeschenowa) falu Romániában, a Bánságban, Temes megyében, Újbesenyő község központja.

## Fekvése
Temesvártól 13 km-re észak-északnyugatra található.

## Neve
Nevét 1750-ben kapta, megkülönböztetendő a Nagyszentmiklóshoz közeli Óbesenyőtől (Dudeștii Vechi, Altbeschenowa), amit nagyrészt bolgárok népesítettek be. 1554: Kis Bıšın, 1569: Kis Bıšanwa, 1796: Új Bessenova, 1808: Új-Besenyő. Hivatalos névadással keletkezett mai román neve eperfákra (dud) utal.

## Története
Újbesenyőt 1748-1749-ben alapították a mainzi és a trieri érsekség területéről és Lotaringiából érkező német telepesek, akiket egy év múlva újabbak követtek. 1750-ben már templom építését is szükségesnek látták. 1752-ben a Fekete-erdőből újabb német telepesek érkeztek, akiket az ígért három évi adómentesség vonzott.
1753-ban lakói a mocsaras völgyből a nehezebben megközelíthető, de, a remények szerint egészségesebb környezetet biztosító domboldalra költöztek.
1755 késő őszén a Fekete-erdei, Hauenstein grófságbeli megyei „salétromfelkelés” száműzöttjei egy csoportjának is Újbesenyőt jelölték ki lakhelyül. A következő évben több otthon maradt családtagjuk, rokonuk önként követte őket. 1763-ban kiszolgált katonák érkeztek 104 házba. Német betelepülők utoljára 1764-ben gyarapították a falu lakosainak a számát. Ugyanebben az évben vettek orgonát a templom számára, majd a következő évben Szent György tiszteletére harangot öntettek Grazban. 1770–1772-ben franciák érkeztek.
1778-ra Újbesenyő utcáin 219 ház sorakozott. 1778-tól 1919-ig megszakításokkal Temes vármegyéhez tartozott. Sváb lakói moselfrank nyelvjárást beszéltek.
1787-ben a faluban és környékén a török elleni háborúra készülő sereget szállásolták el. 1794-ben a nagy szárazság miatt kiszáradtak a kutak, nem termettek a földek, éhínség sújtotta a környék lakóit. Akik átélték, 22 évvel később, 1816-ban újra megérezték a természet könyörtelen erejét. A rendkívül hideg telet (januárban mínusz 35 °C) nagyon forró, száraz nyár követte. 1836-ban kolerajárvány pusztított.
Az 1849. augusztus 9-én vívott temesvári csatában itt állt föl Panutyin altábornagy 9. orosz hadosztálya. Állásait Lázár Vilmos IX. honvéd hadteste próbálta elfoglalni, de a tüzérségi tűzben visszavonult. Közelében alakította ki főhadiszállását Haynau is.
1859-ben a falu házainak száma 404 volt. 1863-1864-ben megint éhínség, 1866 nyarán ismét hatalmas hőség, aszály, a kutak kiszáradása okozott gyötrelmet. Ebben az évben a legyengült lakók közül 185-en váltak különböző járványok áldozatává. 1869 és 1872 között minden évben árvíz pusztított. Az 1873-as kolerajárvány 248 áldozatot követelt.
1873-ban nyílt meg a posta, 1880-ban fektették le az első vízvezetéket, 1894-ben került a faluba az első gőzzel hajtott cséplőgép, 1910-ben ásták az első artézi kutakat.
1915-ben a német hadsereg zeppelinbázist épített a településen, amely a háború után, helytelenül kivitelezett bontás miatt 1919. május 15-én összeomlott, több embert maga alá temetve, ötük életét kioltva.
1945 elején a bevonuló szovjet hadsereg 297 sváb lakost hurcolt el, akik közül 68-an haltak meg az ukrajnai szénbányákban.
1951-ben a román hatóságok 170 újbesenyői svábot telepítettek ki a Bărăgan-síkságra. A kitelepítettek közül öt év alatt 22-en veszítették életüket. A megmaradtak 1956-ban térhettek haza.
Az 1970-es években, majd 1989 után majdnem teljes sváb lakossága Németországban telepedett le. A helyükre 1944-től települtek románok (1946–1947-ben sok aromán is), akik 1971-ben építettek maguknak ortodox templomot.
1968-ig önálló község volt, azután 36 évig Kisbecskerek községhez tartozott. Az újból önállósult község élére 2004-ben a liberálisok által támogatott, 23 éves Alin Nica személyében megválasztották az ország történetének legfiatalabb polgármesterét.

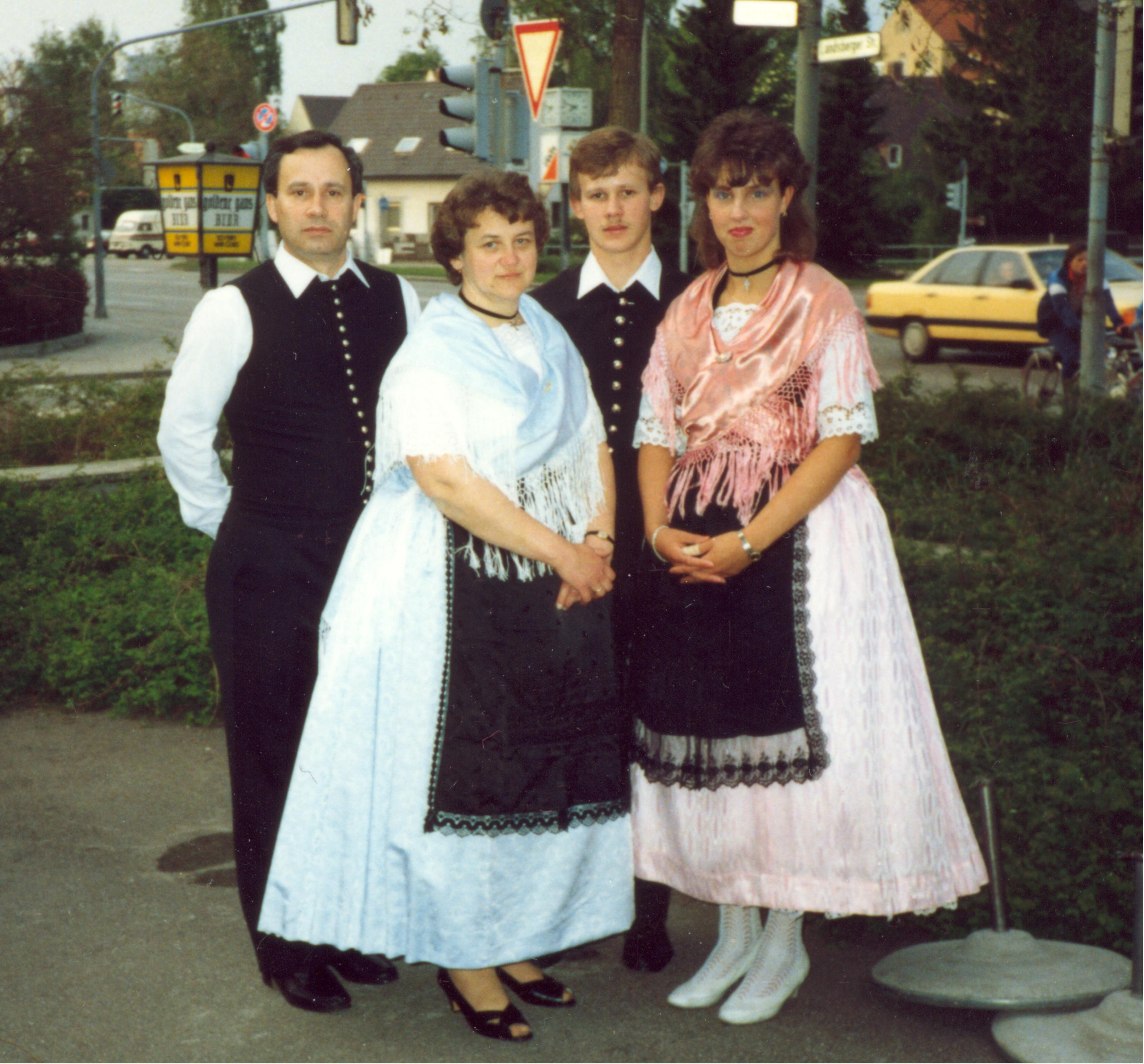
Újbesenyői sváb viselet

## Népessége
- 1900-ban 2857 lakosából 2677 volt német, 78 román, 50 magyar és 49 cigány anyanyelvű, 2755 római katolikus és 89 ortodox vallású.
- 2002-ben 2395 lakosából 2234 volt román, 64 cigány, 44 német és 36 magyar nemzetiségű; 2115 ortodox, 148 római katolikus és 67 pünkösdista vallású. (Nem hivatalos forrás szerint kb. kétszáz roma család lakja.)

## Látnivalók
- Műemlék római katolikus temploma 1750–1751-ben épült, védőszentje Szent Vendel.
- Határában, a szántóföldön áll az 1849. augusztus 9-én, a temesvári csatában elesett 54 honvéd 1905-ben emelt emlékobeliszkje.

## Híres emberek
- Itt született 1839. április 28-án Johann Heinrich Schwicker (Schwicker János Henrik) történetíró.
- Itt született 1920. április 28-án Tomori Ede fotóművész.

## Külső hivatkozások
- A község új website-ja (románul)
- Az Újbesenyőről elszármazott németek website-ja (németül)
- Információs webhely a faluról Archiválva 2005. február 19-i dátummal a Wayback Machine-ben (angolul)
- Írás az 1849-es honvédemlékműről (magyarul)
- A római katolikus templom orgonája (fényképes dokumentáció) (németül)

## Képek

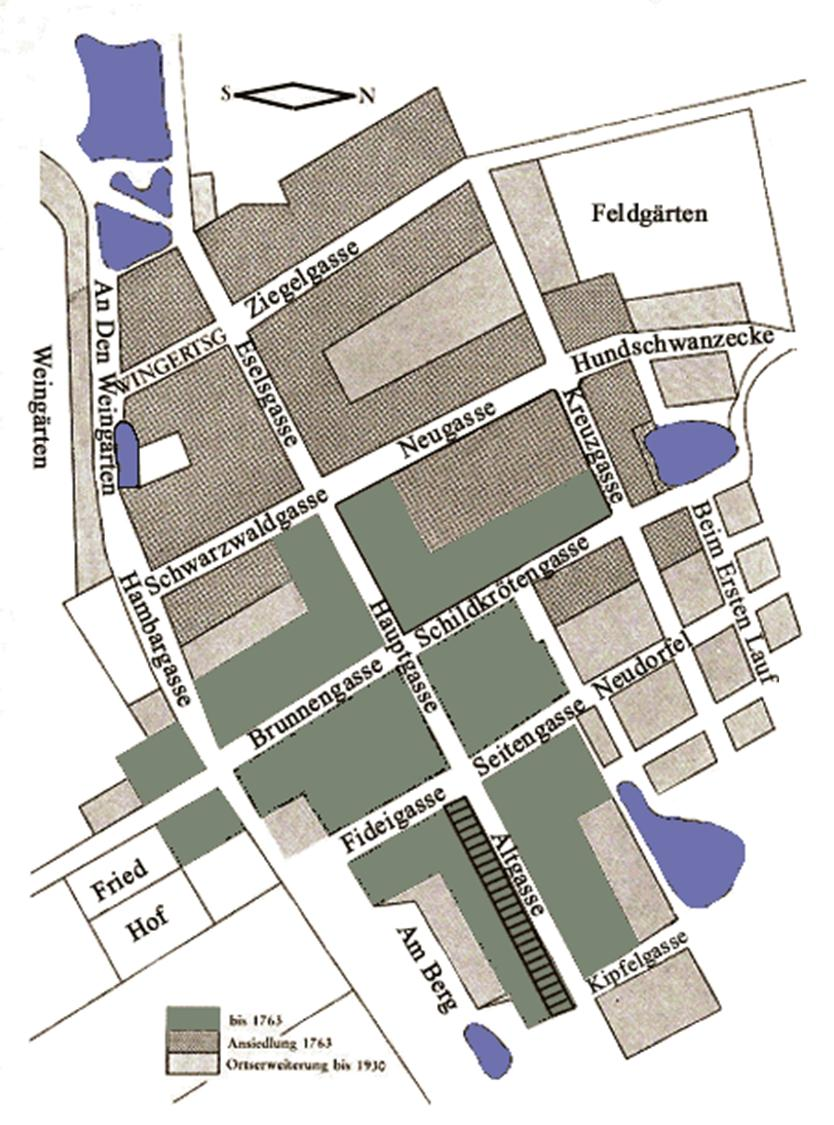
Anton Peter Petri 1963-ban készített falutérképe. Zölddel a legkorábbi falumagot, vonalkázással az 1763-as hozzátelepítést, szürkével a belterület gyarapodását jelzi 1930-ig.
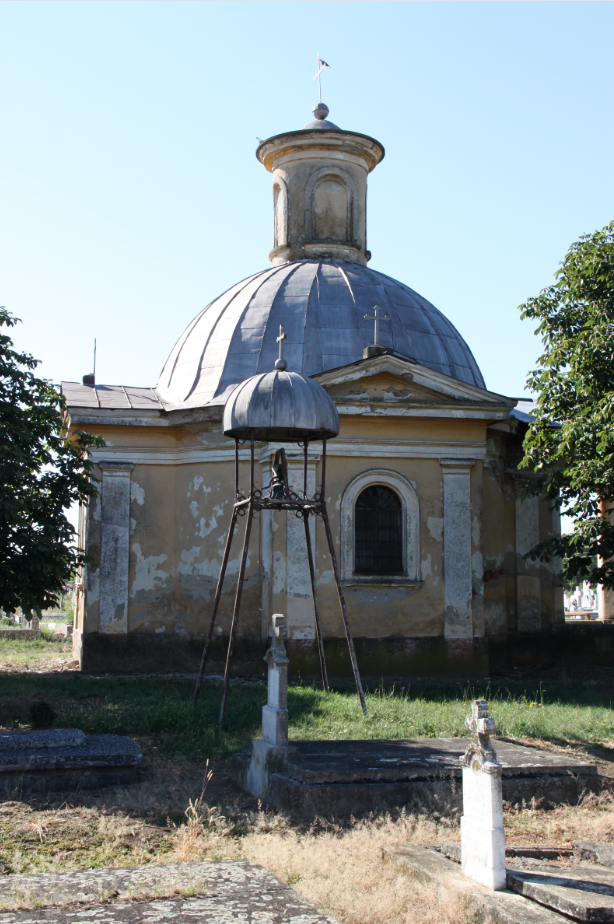
Szt. Rókus-kápolna
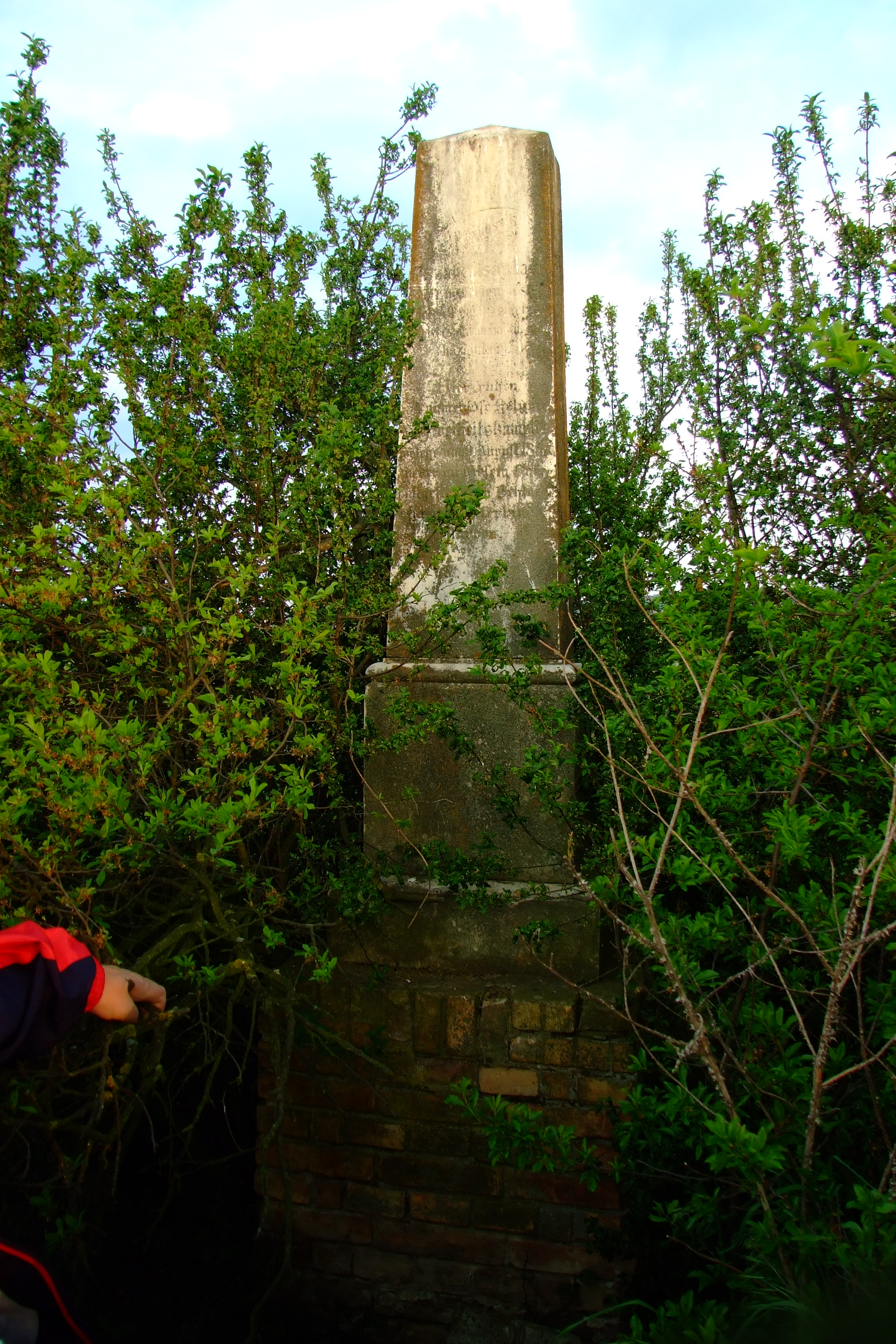
A honvédemlékmű
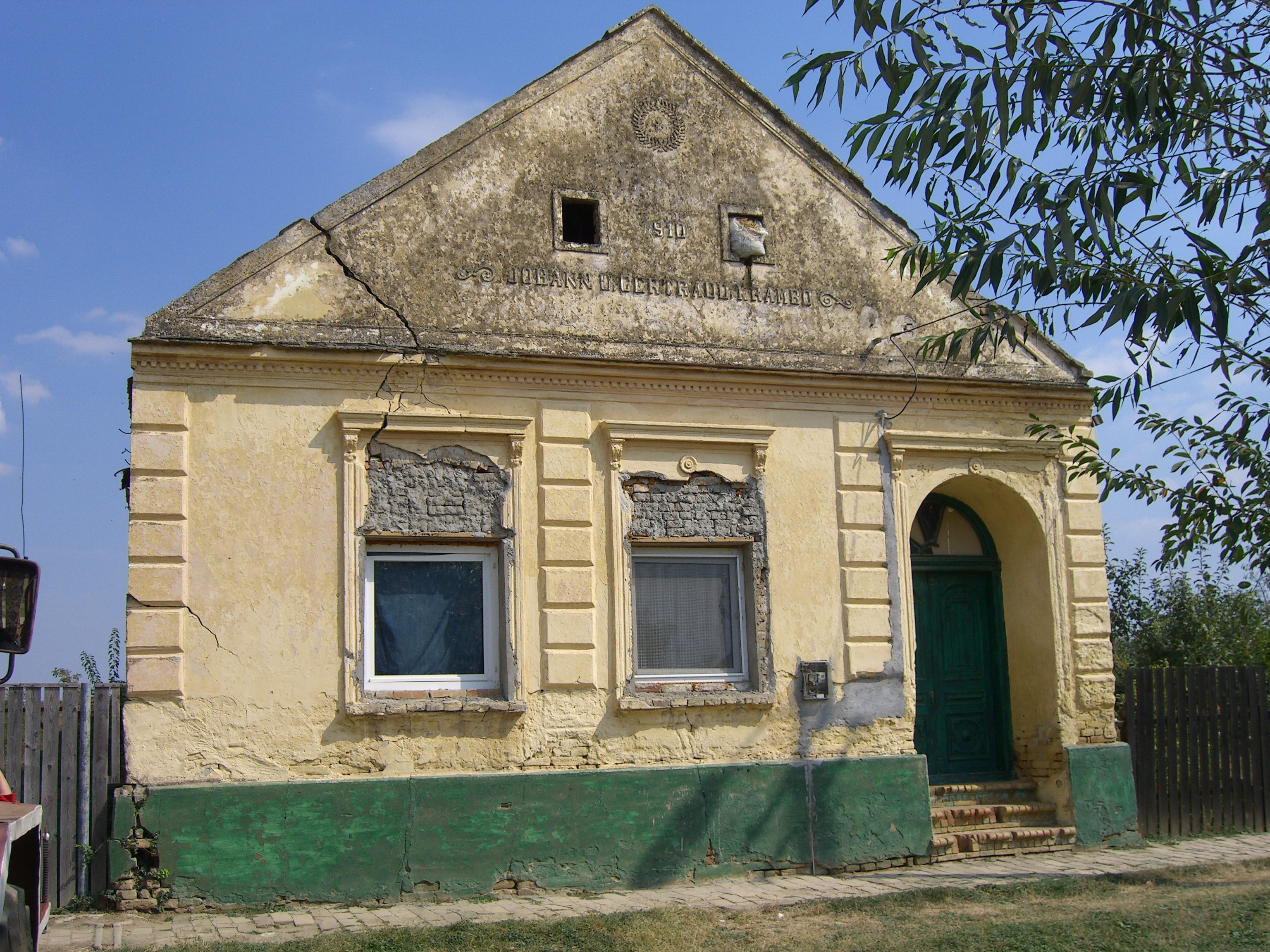
Neugasse 357.
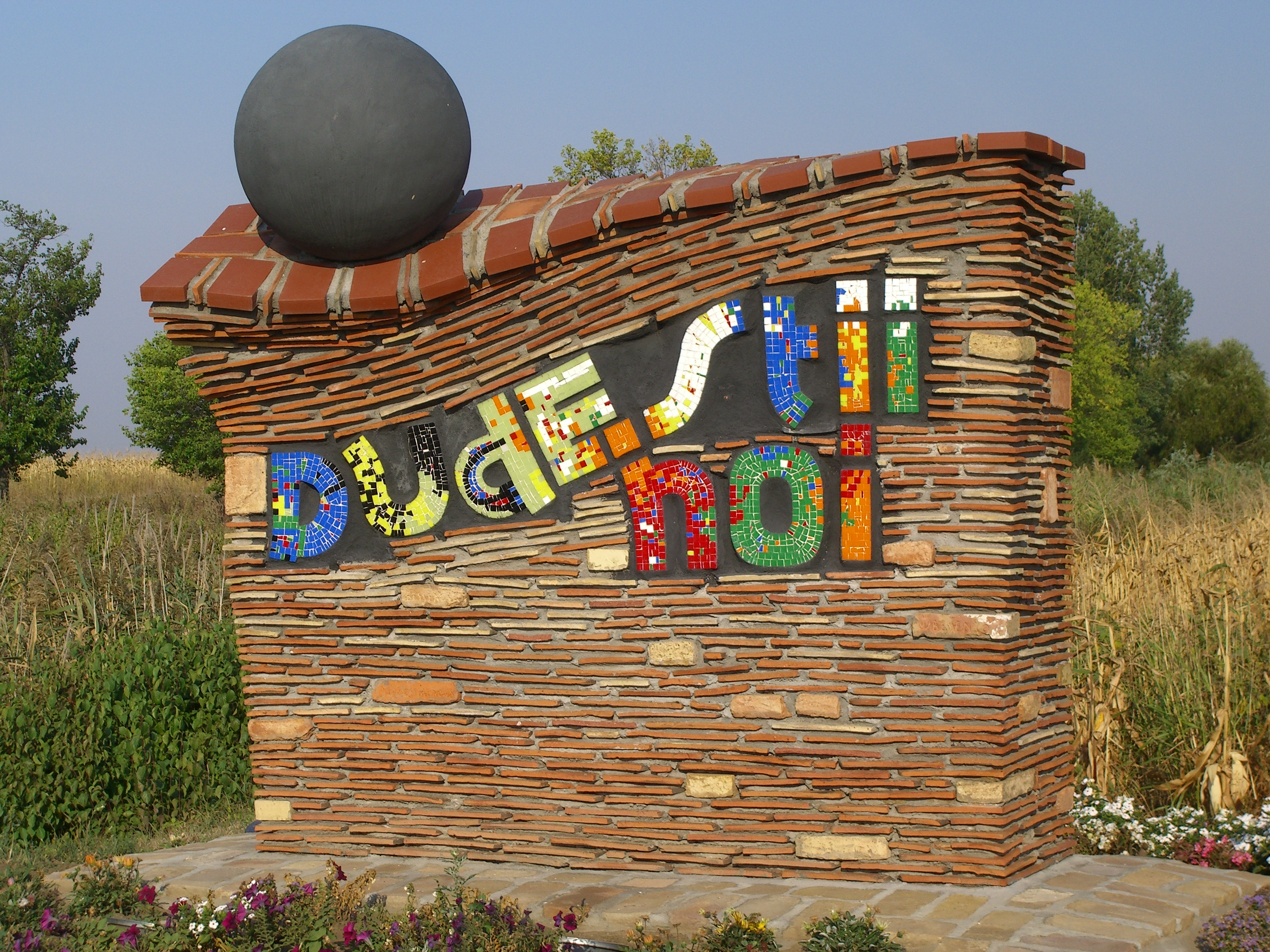
Helységnévtábla
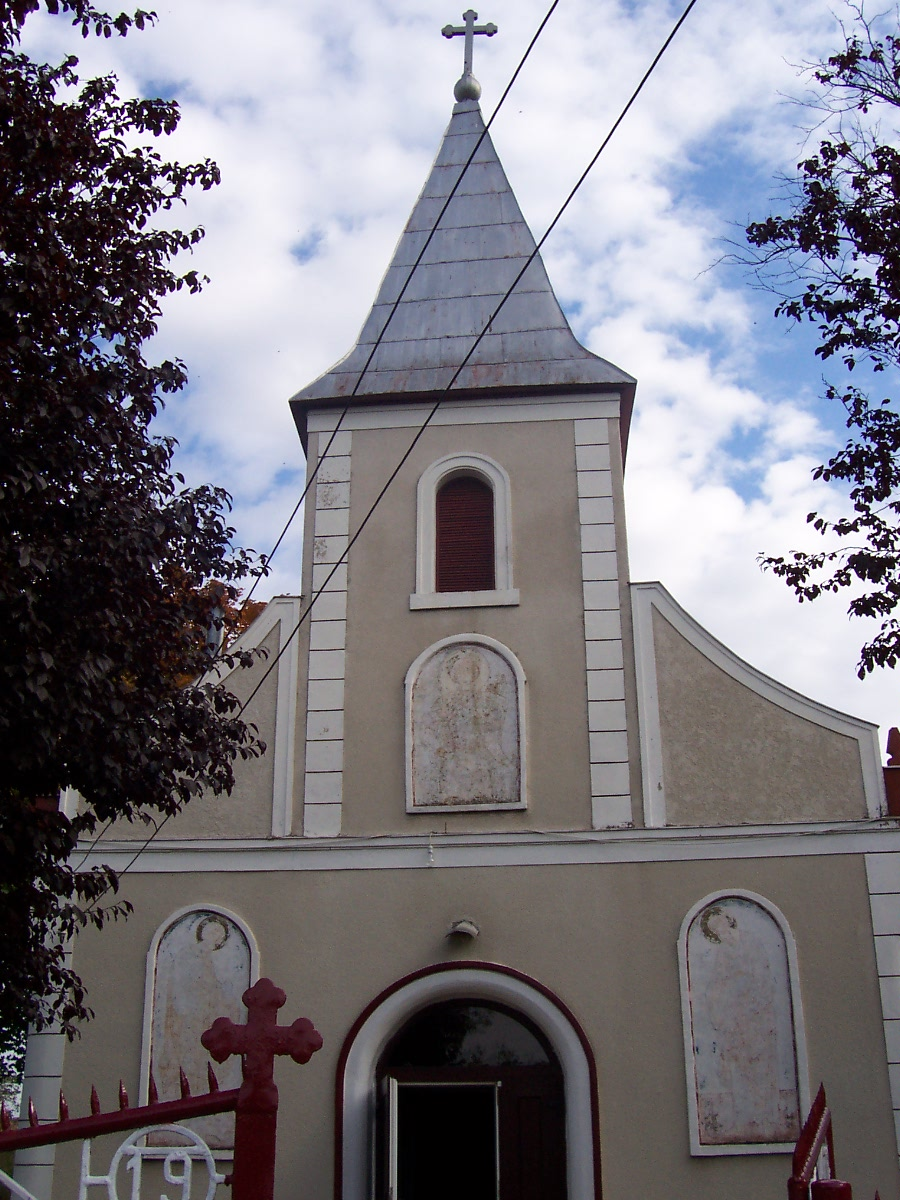
Az ortodox templom